# Gabriel Landeskog
Gabriel Ingemar John Landeskog (ur. 23 listopada 1992 w Sztokholmie) – szwedzki hokeista, reprezentant Szwecji, olimpijczyk.
Jego ojciec Tony (ur. 1959) także był hokeistą.

## Kariera
- Djurgården IF U16 (2007-2006)
- Djurgården IF J18 (2007-2009)
- Djurgården IF J20 (2008-2009)
  -  Stockholm 1 (2008-2009)
- Djurgården IF (2009)
- Kitchener Rangers (2009-2011)
- Colorado Avalanche (2011-)
  -  Djurgården IF (2012-2013)

Wychowanek klubu Hammarby IF. Następnie od 2007 roku występował w zespołach juniorskich klubu Djurgården. W drużynie seniorskiej w ramach rozgrywek Elitserien rozegrał trzy spotkania, po czym wyjechał do Kanady, gdzie w latach 2009-2011 występował w klubie Kitchener Rangers w lidze OHL. W KHL Junior Draft w maju 2011 roku został wybrany przez Saławat Jułajew Ufa (runda 1, numer 16). Miesiąc później w drafcie NHL z 2011 został wybrany przez Colorado Avalanche z numerem 2. Jest to druga najwyższa pozycja wśród szwedzkich graczy w historii (jako pierwszy został wybrany Mats Sundin). W lipcu 2011 roku podpisał trzyletni kontrakt z klubem Colorado Avalanche. W drużynie i całej lidze NHL zadebiutował 8 października 2011 roku. Po zakończeniu sezonu NHL (2011/2012) został wybrany najlepszym debiutantem ligi, otrzymując trofeum Calder Memorial Trophy. Od sezonu NHL (2012/2013) jest kapitanem drużyny (został nim w wieku 20 lat). Od października 2012 do stycznia 2013 roku na okres lokautu w sezonie NHL (2012/2013) związany kontraktem z macierzystym klubem Djurgården. W sierpniu 2013 przedłużył kontrakt z Colorado o siedem lat.
Uczestniczył w turniejach mistrzostw świata 2012, 2013, 2017, 2019, zimowych igrzysk olimpijskich 2014, Pucharu Świata 2016.

## Sukcesy i nagrody

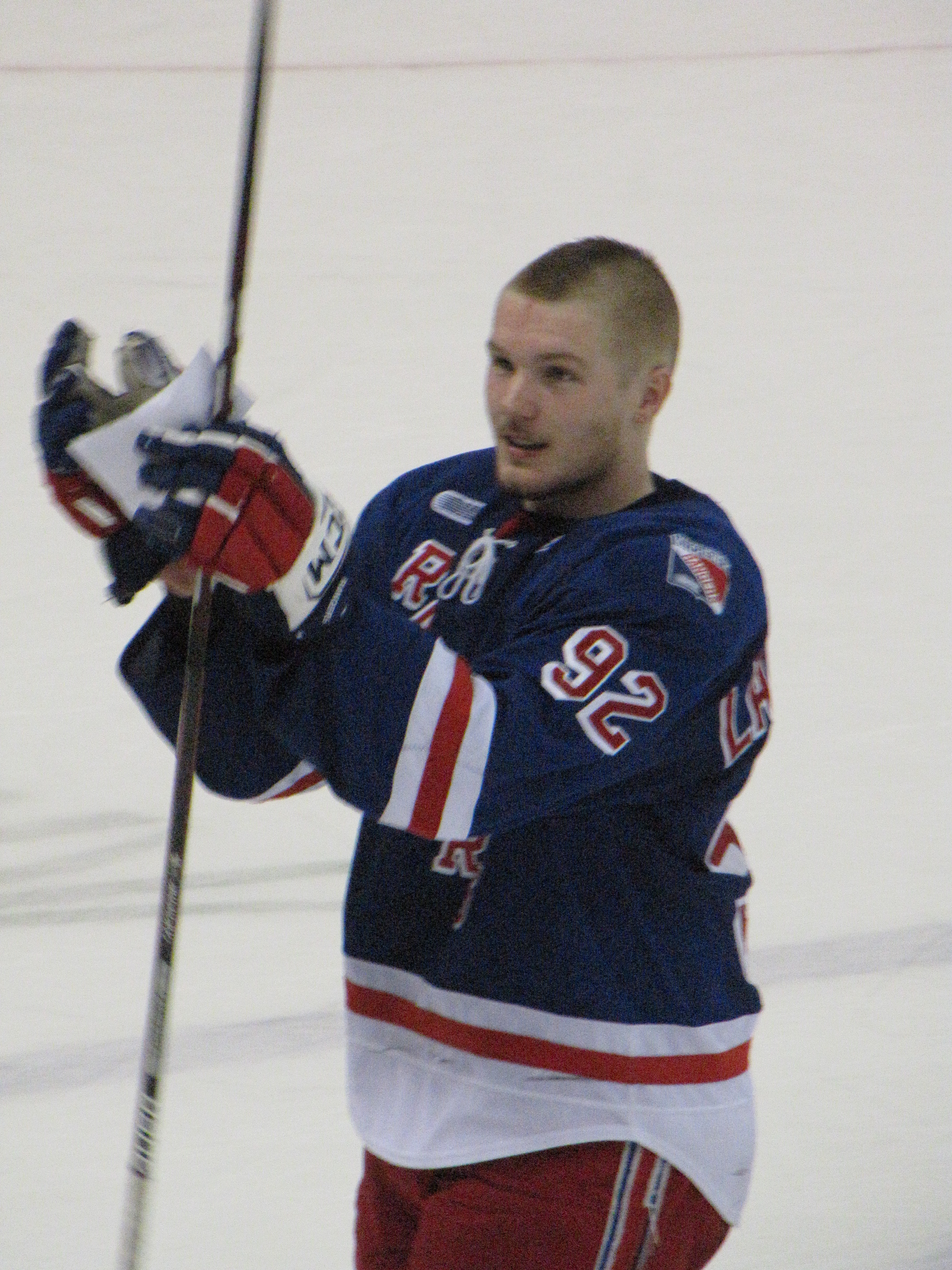
Gabriel Landeskog w barwach Kitchener Rangers (2010)

Reprezentacyjne
- Złoty medal mistrzostw świata: 2013, 2017
- Srebrny medal zimowych igrzysk olimpijskich: 2014

Klubowe
- Puchar Stanleya: 2022 z Colorado Avalanche

Indywidualne
- TV-Pucken 2008/2009:
  - Pierwsze miejsce w klasyfikacji strzelców: 9 goli
- Mistrzostwa świata do lat 18 w hokeju na lodzie mężczyzn 2009/Elita:
  - Jeden z trzech najlepszych zawodników reprezentacji[5]
- OHL 2009/2010:
  - Pierwszy skład gwiazd pierwszoroczniaków
  - Najlepszy pierwszoroczniak w drużynie Kitchener Rangers
- NHL (2011/2012):
  - NHL All-Star Game SuperSkills Competition
  - Najlepszy pierwszoroczniak miesiąca - luty 2012
  - NHL All-Rookie Team
  - Calder Memorial Trophy - najlepszy pierwszoroczniak sezonu
- Mistrzostwa Świata w Hokeju na Lodzie 2017/Elita:
  - Jeden z trzech najlepszych zawodników reprezentacji w turnieju[6]